# برمنسيونيات
البرمنسيونيات (الاسم العلمي: Prymnesiales) هي رتبة من الأسناخ الصبغية تتبع طائفة البذيرات الجيرية من شعبة لمسيات النبت.

## فصائل
- البرمنسيونية